# Schizidium tiberianum
Schizidium tiberianum is een pissebed uit de familie Armadillidiidae. De wetenschappelijke naam van de soort is voor het eerst geldig gepubliceerd in 1923 door Karl Wilhelm Verhoeff.